# Титановый дождь
Операция «Титановый дождь» (англ. Titan Rain) — неформальное обозначение, присвоенное американскими спецслужбами предположительно китайским кибератакам, направленным на уязвимые цели компьютерных сетей ряда важных министерств, ведомств и корпораций США, среди которых оказались Министерство обороны, Государственный департамент, НАСА и многие другие. Операция осуществлялась между 2002 и 2007 годами.

## Общие сведения
По разным оценкам, скоординированная киберразведывательная деятельность с территории Китая, которая позже попала под кодовый гриф «Титановый дождь», началась в 2002 или в 2003 году. Появление обозначения «Титановый дождь» скорее всего связано с названием китайской утилиты для сканирования компьютерных сетей и удалённого обнаружения в них скрытых уязвимостей.
Факт причастности китайских властей к этим событиям остаётся недоказанным, однако по убеждению аналитиков США высокий уровень организованности злоумышленников указывает на вовлечённость некоего государства. В то же самое время официальный Пекин последовательно и непреклонно отвергал любые подозрения в причастности к скандалу с кибершпионажем. Китайская сторона отказалась от сотрудничества с американским следствием, назвав выдвинутые обвинения несостоятельными, безответственными и не стоящими даже опровержения. Однако, несколько позже в китайской печати появились официальные публикации, посвящённые гражданским и военным подразделениям, специализирующимся на ведении боевых действий в киберпространстве.
В целом, с «Титановым дождём» связывают последовательность проникновений с территории континентального Китая в закрытые, но несекретные компьютерные сети комплекса NIPRNet департамента обороны США. Утверждается, что случаев вскрытия систем с секретными данными обнаружить не удалось, однако не вызывает сомнений факт несанкционированного доступа к ценным файлам с информацией технологического и оборонного значения. Техническая изощрённость атак и грамотный выбор целей указывает, что скорее всего за эту активность ответственна китайская военная разведка. Иногда термин «Титановый дождь» используют избирательно по отношению к китайским кибератакам на сети Пентагона и НАСА, имевшим место в промежутке между сентябрём 2003 и августом 2005 года.
В дополнение к этому, в 2006—2007 годах была обнародована информация о ещё одной серии киберпроникновений, вероятно связанных с китайским государством. Однако она, чаще всего, рассматривается отдельно от операции «Титановый дождь». Примерами этих инцидентов могут послужить киберудары по Бюро промышленности и безопасности (англ. Bureau of Industry and Security) Министерства торговли США в июне-октябре 2006 года и по Бюро восточноазиатских и тихоокеанских дел (англ. Bureau of East Asian and Pacific Affairs) Госдепартамента США в июне-июле 2006 года. В результате этой деятельности посольство США в Пекине потеряло связь с интернетом на две недели. Кибератака на Военно-морской колледж в Ньюпорте в ноябре 2006 года вызвала полный отказ сетевого окружения во всём кампусе, а взлом компьютерной сети в администрации министра обороны в июне-сентябре 2007 года поставил под угрозу даже личный компьютер министра Роберта Гейтса.
Предполагается, что окончание «Титанового дождя» выпало на 2006 или 2007 год. Многие известные детали этой истории фрагментарны, спорны и полны противоречий, однако в ряде экспертных заключений она была названа первым случаем кибершпионажа общенационального значения. Американские военные специалисты по компьютерной защите оценили «Титановый дождь» как самую высокую опасность, с которой когда-либо сталкивались американские интернет-коммуникации, а официальные лица в правительстве США назвали размах последствий этого инцидента «на удивление масштабным». В контексте этих событий Комиссия по мониторингу вопросов американо-китайской торговли и безопасности (англ. United States-China Economic and Security Review Commission) назвала китайский кибершпионаж величайшей угрозой сохранности американских технологических достижений. Тем не менее, по данным на 2013 год, значительная часть подробностей, полученных в процессе расследования операции «Титановый дождь», остаётся закрытой информацией.

## Технические средства
Для достижения своих целей злоумышленники использовали специально разработанное программное обеспечение, которое могло автоматически сканировать, распознавать и индексировать уязвимые объекты в киберпространстве. После предварительной разведки проникновение в обнаруженную уязвимость осуществлялось, вероятно, с помощью троянского кода, который был замаскирован под невинное программное приложение или заурядный файл с данными. Запускаясь на машине жертвы, «троян» оседал в её памяти и мог незаметно предоставить хакерам удалённый доступ к её системным ресурсам. Как результат, в ноябре 2003 года было выпущено правительственное оповещение о широкомасштабном заражении компьютеров министерства обороны США.

## Оценка результатов
По утверждению американского генерала Уильяма Лорда, китайским хакерам удалось получить незаконный доступ к сетям различных государственных структур и ведомств, среди которых были упомянуты Командование информационных систем армии США (англ. U.S. Army Information Systems Engineering Command), Центр военно-морских систем (англ. Naval Ocean Systems Center), Агентство противоракетной обороны (англ. Missile Defense Agency) и Национальные лаборатории Сандия. По другим сведениям, кроме них под раздачу также попали компьютеры Министерства внутренней безопасности, НАСА, Национального управления по ядерной безопасности, Редстоунского арсенала и целого ряда оборонных и аэрокосмических корпораций. Имеются отрывочные свидетельства как минимум о 294 успешных случаях проникновений в сети Пентагона за 2003 год и взломе 150 компьютеров Министерства внутренней безопасности США в 2006 году. Как полагают сами американцы, суммарный объём данных, украденных китайскими хакерами составляет от 10 до 20 терабайт, а полное количество инцидентов только за 2008 год достигло 43 880. В частности, среди полученной китайцами информации оказались спецификации и программное обеспечение авиационных систем планирования американской армии, схемы силовых установок, солнечных панелей и топливных баков межпланетного комплекса англ. Mars Reconnaissance Orbiter, персональные данные ключевых учёных и государственных функционеров, а также — их частная переписка, позволяющая выяснять личные взаимоотношения, политические взгляды и другие важные сведения.
Было также установлено, что попытки кибершпионажа были нацелены не только на госструктуры, но и на частные компании, которые выполняют засекреченные контракты американского правительства. Например, в 2006 и 2008 годах ряд крупных оборонных подрядчиков американского военно-промышленного комплекса доложил об утечках секретных данных в Китай. В списке пострадавших числятся корпорации «Рейтеон», «Локхид Мартин», «Боинг» и «Нортроп Грумман». Кроме этого, в январе 2009 года американская компания SRA, которая специализируется на обеспечении кибербезопасности американских государственных органов, призналась, что обнаружила на одном из своих серверов вредоносный код, который подверг риску раскрытия личные данные её сотрудников и клиентов.
В ряде публикаций указано, что вместе с американцами от китайской киберактивности пострадали также союзники США, а именно — Великобритания, Канада, Австралия и Новая Зеландия. В июне 2005 года по этим странам прокатилась беспрецедентная волна возмущения, связанная с «Титановым дождём», а в 2007 году официальные представители Уайтхолла заявили, что «китайские хакеры, вероятно связанные с китайской армией, опять атакуют компьютерные ресурсы департаментов британского правительства», включая Форин-офис